# Galleria Estense
La Galleria Estense, situata a Modena, è il museo che espone la collezione di opere d'arte appartenute ai Duchi d'Este, oltre ad una raccolta di opere acquisite in seguito, nel corso degli ultimi due secoli.

## Storia
Istituita nel 1854 da Francesco V d'Asburgo-Este e collocata dal 1894 nell'attuale sede del Palazzo dei musei.

### Le collezioni estensi di Ferrara

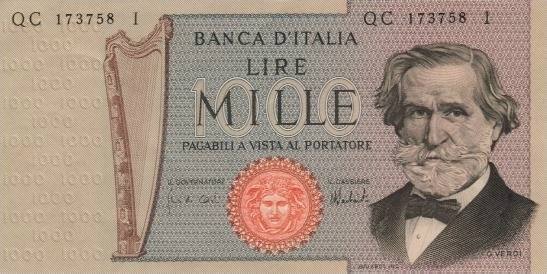
La famosa Arpa Estense sulla banconota da 1000 lire dedicata a Giuseppe Verdi

Ferrara nel periodo dell'Umanesimo e del Rinascimento fu protagonista di una grande stagione culturale, che si protrasse, seppure con esiti meno originali, anche nei secoli successivi.
I duchi Estensi tenevano una delle corti più famose d'Europa, che ospitò gli artisti e i letterati più celebri dell'epoca, come Piero della Francesca, Rogier van der Weyden, Giovanni Bellini, Andrea Mantegna, Tiziano, Cosmè Tura, Dosso Dossi, Matteo Maria Boiardo, Benvenuto Tisi da Garofalo, Ludovico Ariosto e Torquato Tasso.
Tutti gli Estensi, soprattutto nel periodo in cui furono duchi di Ferrara, ebbero particolari cure per le loro collezioni di opere d'arte, tra cui spiccavano quelle di Lionello, Borso, Ercole I, Alfonso I, Ercole II e dei due cardinali Ippolito I e Ippolito II, proprietario della famosa Villa d'Este a Tivoli. Oltre ai dipinti gli Estensi collezionavano statue, bronzi, bronzetti, ceramiche, cammei, medaglie e monete. Gli Estensi oltre a commissionare opere nuove agli artisti dell'epoca, ricevevano dai loro corrispondenti in altre città segnalazione di oggetti o opere che avrebbero potuto interessare loro e procedevano all'acquisto, ovviamente avendo cura di spendere il meno possibile, evitando anche a volte di comparire in prima persona nelle trattative.
Molto è stato disperso nei secoli: si pensi anche solo alle monete auree antiche e medioevali, che oggi nella Galleria Estense sono trecento, ma che un inventario della metà del XVI secolo fatto per Ercole II indica in diverse migliaia.

### Cesare I
Nel trasferimento del 1598 della capitale a Modena, in sostituzione di Ferrara che si era dovuta cedere al papa Clemente VIII, il duca Cesare I cercò di portare con sé la maggiore quantità possibile delle collezioni estensi e molte casse piene di opere d'arte e oggetti rari o preziosi.
Per le opere rimaste a Ferrara Cesare, che forse non era così amante dell'arte e del collezionismo come i suoi avi, non esitò a donarne una parte per ingraziarsi alcuni potenti come il cardinale Borghese e l'imperatore d'Austria.

### Francesco I
Francesco I succeduto ad Alfonso III, nonostante s'impegnasse per riavere Ferrara, volle ricreare nella sua corte a Modena quell'atmosfera artistica che aveva caratterizzato in precedenza Ferrara. Per questa capitale del ridotto Ducato di Modena e Reggio volle una sede ducale imponente e sontuosa incaricandone del progetto l'architetto romano Bartolomeo Avanzini, consigliatogli dal Bernini che non aveva potuto accettare l'incarico rivoltogli perché impegnato col papa.
Durante un suo viaggio diplomatico in Spagna Francesco I si fece fare il ritratto, oggi nella Galleria Estense, da Diego Velázquez. Il Bernini eseguì il celebre ritratto marmoreo, oggi prezioso tesoro della Galleria Estense, servendosi di altri ritratti del duca, uno di Giusto Sustermans e l'altro di Boulanger, senza avere davanti né aver mai visto l'effigiato. Per vincere la ritrosia dello scultore che giudica in una lettera al cardinale Rinaldo, fratello del duca, non solo difficilissima, ma addirittura temeraria, fu pagata la somma di mille doppie, giudicata enorme per quei tempi.
Altre opere di valore donate od acquistate dal duca, entrarono a far parte della sua collezione in quel periodo, come quadri di Paolo Veronese, Salvator Rosa, Hans Holbein e il busto di marmo fatto da Bernini alla sua amante Costanza.
Francesco I iniziò poi l'abitudine, seguita in seguito anche dai successori, di appropriarsi di quadri dalle chiese e monasteri del ducato, sostituendoli, al più con copie, a volte anche di nascosto dei sacerdoti che cercavano di resistere. Entrano così nel sontuoso palazzo ducale che si andava via via costruendo quadri del Correggio, di Cima da Conegliano e del Parmigianino.

### I successori di Francesco I
Il figlio Alfonso IV aprì la Galleria al pubblico. La moglie Laura Martinozzi, nipote del cardinale Mazzarino, la quale fu reggente il ducato alla morte del marito (perché il figlio Francesco II aveva solo due anni), nonostante ereditasse cospicuamente dallo zio cardinale, non fece nuovi acquisti per la galleria dedicandosi soprattutto ad opere di bene e alla costruzione di chiese e conventi.
Durante il regno di Francesco II e quello di Rinaldo I la Galleria non si arricchì di opere significative.
Un declassamento della Galleria si ebbe con Francesco III che, per racimolare denaro, decise la vendita dei migliori pezzi della galleria ad Augusto III di Polonia per la grossa cifra di centomila zecchini veneziani (corrispondenti a circa 650 kg di oro). Partirono così nel luglio del 1746 per Dresda opere di Andrea del Sarto, Diego Velázquez, Holbein, Rubens, Paolo Veronese, Tiziano, Parmigianino, Correggio, Guercino, Guido Reni, dei Carracci e tanti altri. Quelle opere sono tuttora ammirabili presso la Gemäldegalerie di Dresda, permettendo quell'elevato livello artistico che oggi vanta.
Francesco III ed Ercole III, che gli succedette, per ricostruire la galleria ricorsero al sistema già utilizzato da Francesco I di spoliare le chiese del Ducato (Carpi, Reggio, Modena), usando anche imposizioni crude. Si staccarono ad esempio affreschi di Nicolò dell'Abate dalla Rocca di Scandiano, da cui giunsero anche alcuni quadri.

### Spoliazioni napoleoniche
Anche Napoleone volle appropriarsi di opere d'arte della Galleria e all'armistizio di Cherasco stabilì infatti che venti quadri degli Estensi passassero a Parigi, diventati cinquanta dopo pochi mesi. A questo periodo risalgono le enormi spoliazioni napoleoniche del ducato di Modena, collezioni di opere d'arte, beni archivistici e librari, ma anche la collezione glittica degli Este. Il 14 ottobre 1796, Napoleone entrò a Modena con due nuovi commissari Garrau e Saliceti che si recarono più volte a setacciare le gallerie delle medaglie e la galleria del palazzo ducale a prelevare la collezione di cammei e pietre dure incise. Il 17 ottobre, dopo aver prelevato dalla biblioteca ducale numerosissimi manoscritti e libri antichi, vengono consegnati 1213 esemplari: 900 monete romane imperiali in bronzo, 124 mente dalla colonie romane, 10 monete d'argento, 31 contornati, 44 monete di città greche, 103 monete dei pontefici inviati alla Bibliotheque Nationale di Parigi e da allora li conservati.
La moglie Giuseppina nel febbraio del 1797 non fu da meno: alloggiando a Palazzo ducale di Modena volle vedere la collezione di cammei e pietre preziose, ma non si accontentò di guardarle e ne prese circa duecento, oltre a quelli di cui si impossessarono alcuni aiutanti di campo del marito che la accompagnavano. Vennero spediti al Louvre 1300 disegni trovati nelle collezioni Estensi, 16 cammei in agata, 51 pietre dure e diversi vasi in cristallo di rocca, dove si trovano da allora. Il 20 ottobre vennero requisiti il busto di Lucio Vero e Marco Aurelio, un disegno della colonna traiana, e un altro coi busti degli imperatori. Saliceti e Garrau prelevarono a titolo personale diversi cammei con montatura in oro e oro smaltato. La seconda spedizione di dipinti avvenne il 25 ottobre, quando Tinet, Moitte e Berthelmy scelsero 28 dipinti da spedire a Parigi, insieme ad altri 554 disegni, quattro album per un totale di 800 disegni. Numerosissimi dipinti della scuola emiliana quali la Pala dei santi protettori della città di Modena (1651) e il San Paolo (1644) del Guercino, la Purificazione della Vergine di Guido Reni, l'Apparizione della Vergine (1592) di Annibale Carracci, il Sogno di Giobbe (1593) del Cigoli, ma anche il Cristo deriso del Gianbologna, e opere di altri pittori ospitate al Louvre che non fecero più ritorno. Si stima che 1300 disegni soltanto vennero trasferiti al Louvre.

### Restaurazione
Dall'esilio di Treviso Ercole III operò alcune vendite di oggetti che aveva portato con sé, ma operò anche alcuni arricchimenti della galleria per cercare di rimediare alle spoliazioni napoleoniche. Con la Restaurazione giunse a Modena il duca Francesco IV d'Asburgo-Este, che provvide a recuperare alcune importanti opere spoliate da Napoleone. Tornarono a Modena 22 quadri già facenti parte della collezione estense (più due LeBrun), mentre rimasero in Francia 28 dipinti (4 andati dispersi). Inoltre egli incrementò la Galleria di altre opere con il solito metodo di rastrellare le chiese del Ducato e tramite l'acquisto di reperti archeologici rinvenuti negli scavi coevi, come accadde per i pezzi più significativi del corredo della Galassina.
Anche il figlio Francesco V realizzò qualche acquisto e aprì di nuovo al pubblico la Galleria, che era sistemata nei locali del Palazzo ducale.

### Dal 1859 ad oggi

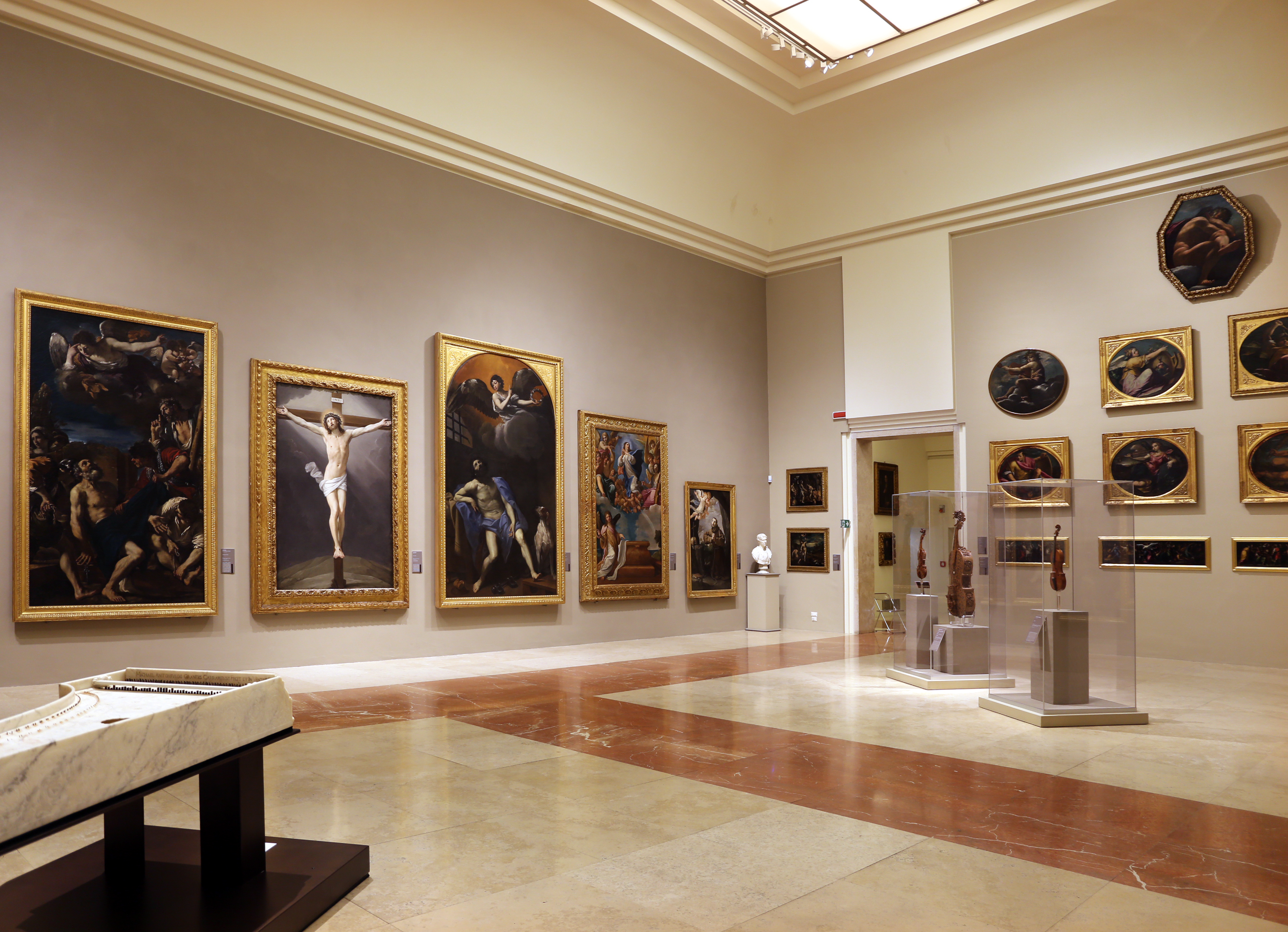
La sala del Seicento emiliano nell'allestimento post 2016

Nel 1859 il ducato finì la sua storia e Modena e Reggio divennero italiane. Francesco V nella sua fuga portò con sé alcuni quadri di piccole dimensioni e libri di valore compresa la famosa Bibbia di Borso d'Este, che sarà recuperata all'Italia e restituita a Modena dopo la prima guerra mondiale grazie alla munificenza del senatore Giovanni Treccani che l'acquistò ad un'asta.
Nella transizione inevitabilmente si verificarono alcune perdite e ruberie: lo stesso Luigi Carlo Farini, dittatore per conto del governo sabaudo delle province modenesi, fu accusato da alcuni, non si conosce in base a quali indizi, di essersi appropriato di oggetti di valore custoditi nel palazzo ducale da lui abitato e sede del governo.
Nel 1879 privando la città della fruizione del palazzo e costringendo la Galleria a trasferirsi, il palazzo diventò sede dell'Accademia militare. La galleria venne trasferita nel palazzo settecentesco fatto costruire da Francesco III detto oggi "Palazzo dei Musei", dove convive con il Museo lapidario, il Museo Civico, l'Archivio civico e la Biblioteca Estense, ricca di codici antichi, spartiti musicali, di carte geografiche antiche e di preziosi libri miniati fra i quali la già citata Bibbia di Borso d'Este.
La galleria ha subito diverse sistemazioni, l'ultima delle quali recentissima: dopo essere stata chiusa per il sisma del 2012 è stata riaperta al pubblico nel maggio del 2015. Durante i lavori si è provveduto a dotarla di un nuovo impianto di microclima idoneo alla conservazione delle opere esposte, di una nuova illuminazione, di un nuovo percorso espositivo e apparato didattico di didascalie.
A seguito della riforma del Ministero dei beni e delle attività culturali e del turismo del 2014, la Galleria Estense ha acquistato lo status di museo autonomo, legandosi alla Biblioteca Estense universitaria, al Museo lapidario, al Palazzo ducale di Sassuolo e alla Pinacoteca nazionale di Ferrara, costituendo così un nuovo complesso museale denominato Gallerie Estensi.

## Descrizione

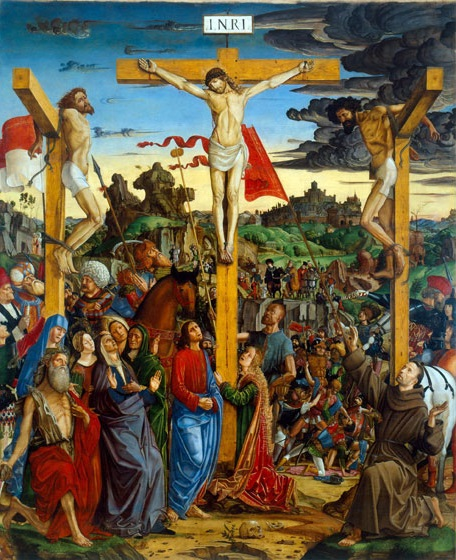
Francesco Bianchi Ferrari, Pala delle tre croci, conosciuta anche come Crocifissione di Mirandola (in quanto proveniente dalla Chiesa di San Francesco di Mirandola)

La Galleria Estense comprende quattro saloni e sedici salette espositive dedicate a quel cospicuo patrimonio artistico accumulato dai duchi d'Este fin dagli anni gloriosi della signoria ferrarese. Orientate verso un aristocratico collezionismo dai molteplici interessi, le raccolte estensi comprendono la ricca quadreria, che racchiude un pregevole numero di dipinti dei secoli dal XIV al XVIII, fra i quali un gruppo dedicato alla pittura padana, diverse sculture in marmo e terracotta; un nutrito nucleo di oggetti d'arte applicata che costituivano parte del sontuoso guardaroba ducale, oltre a diverse collezioni specifiche quali quelle dei disegni, dei bronzetti, delle maioliche, delle medaglie, degli avori e degli strumenti musicali. Tra le opere di maggiore rilievo si segnalano La Pietà di Cima da Conegliano, la Madonna col Bambino del Correggio, il Ritratto di Francesco I d'Este del Velazquez, il Trittico di El Greco, il busto marmoreo di Francesco I d'Este del Bernini ed il Crocefisso di Guido Reni.
In fondo alla prima sala troneggia il busto di marmo bianco di Francesco I del Bernini, alto circa un metro, opera seicentesca di estremo valore.
Segue fra gli oggetti singolari la celebre "Arpa Estense" che era riprodotta sulle banconote italiane da 1.000 lire dal 1969 al 1981. È collocata in un box con un paliotto d'altare del Seicento di pietre dure e con i quadri di fiori del '600 di Jean de la Roque su pergamena. Si tratta di uno strumento musicale alto 148 cm, rarissimo per l'epoca in cui fu costruito (1558) e per le decorazioni che lo ricoprono interamente. L'arpa si ipotizza sia stata realizzata presso la bottega del liutaio Giovanni Battista Giacomelli e decorata da artisti ferraresi quali i pittori Giulio Marescotti e Giuseppe Mazzuoli detto il Bastarolo che eseguì il disegno dei fregi superiori.
Tra gli artisti più noti presenti in galleria:
- Raffaello (la Perla di Modena)
- Tommaso da Modena
- Barnaba da Modena
- Agnolo e Bartolomeo degli Erri
- Bartolomeo Bonascia
- Francesco Bianchi Ferrari
- Cima da Conegliano
- Cosmè Tura (Sant'Antonio da Padova)
- Gian Francesco de' Maineri (Lucrezia, Bruto e Collatino)
- Niccolò dell'Arca
- Antonio Allegri detto il Correggio (Madonna col Bambino tra i santi Quirino e Francesco, Madonna Campori)
- Benvenuto Tisi da Garofalo
- Antonio Begarelli
- Dosso Dossi
- Nicolò dell'Abate
- Lelio Orsi
- Rosalba Carriera
- Diego Velázquez
- El Greco
- Paolo Veronese
- Jacopo da Ponte detto Bassano
- Tintoretto
- Guido Reni
- Annibale Carracci
- Ludovico Carracci
- Nicolas Tournier
- il Guercino
- Salvator Rosa
- Charles Le Brun (Mosè difende le figlie di Jetro e Le nozze di Mosè e Sefora)

Le opere di pittura sono accostate a sculture dell'epoca. La galleria ospita anche una Madonna col Bambino e un telamone del grande scultore Wiligelmo e un presepe di corallo del '700.

## Galleria d'immagini

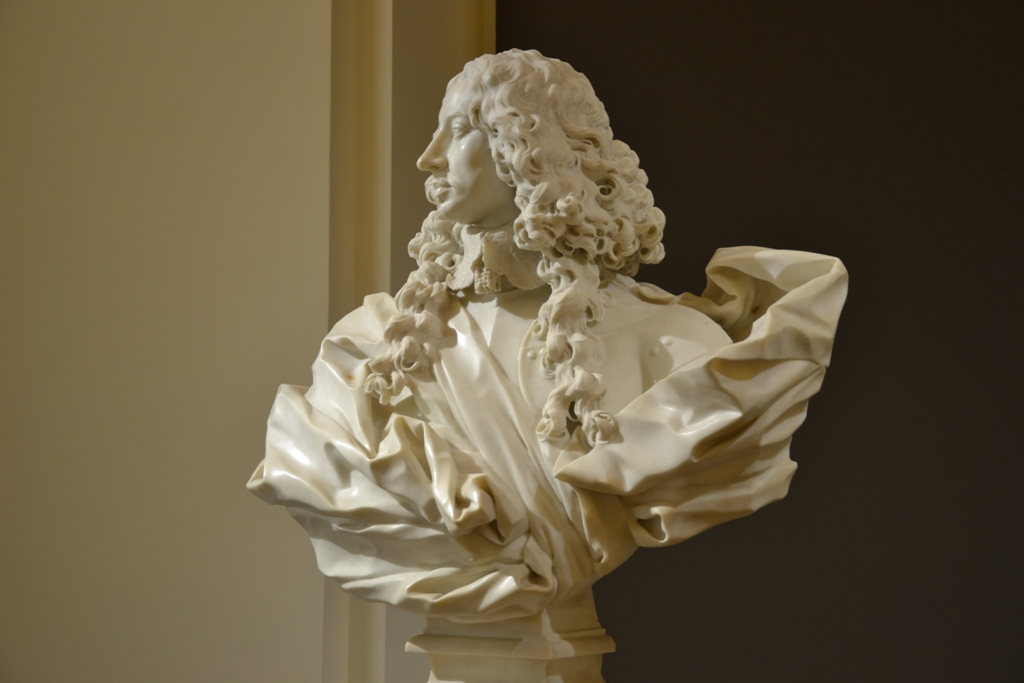
Gian Lorenzo Bernini, Busto di Francesco I d'Este
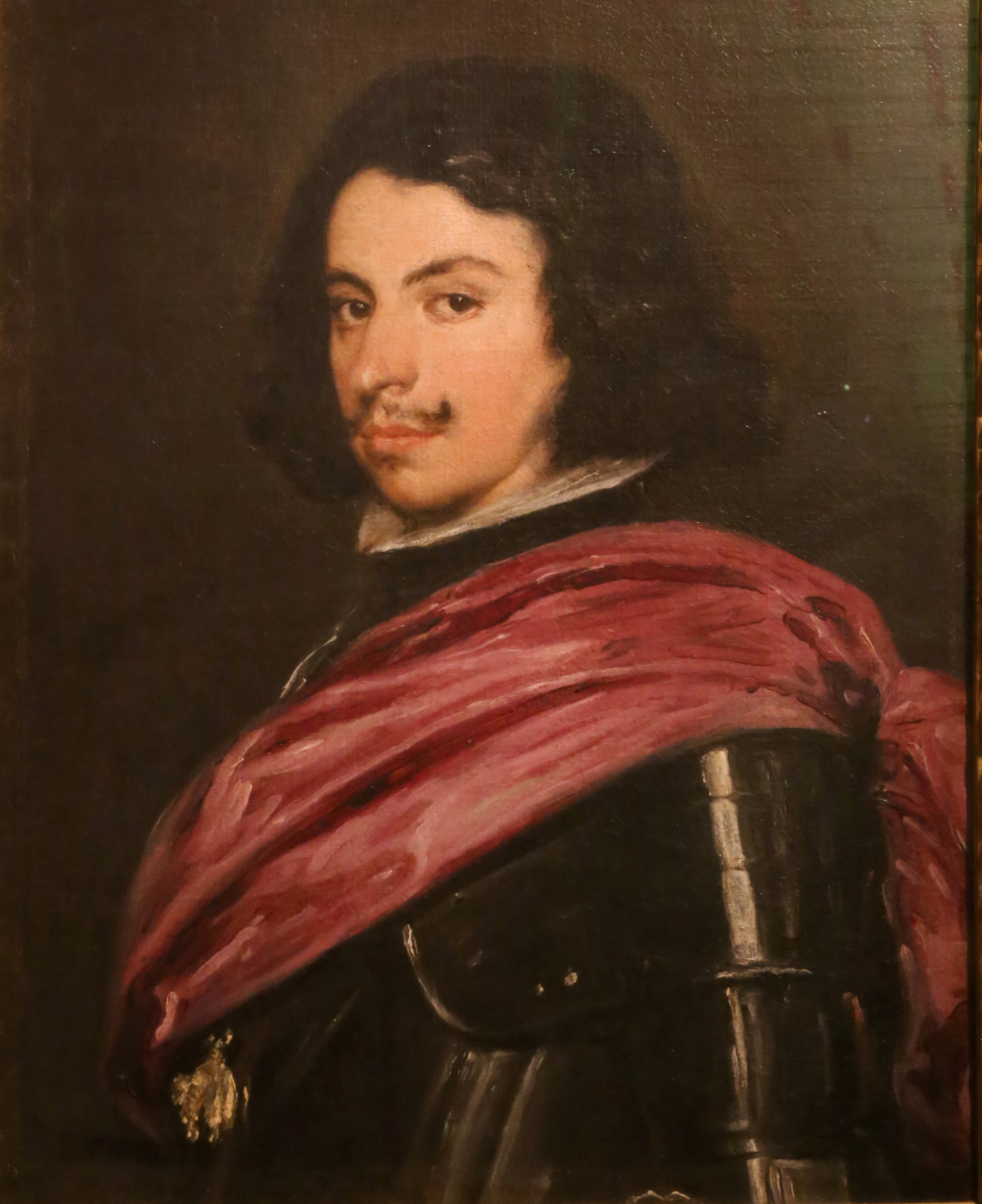
Diego Velázquez, Ritratto di Francesco I d'Este
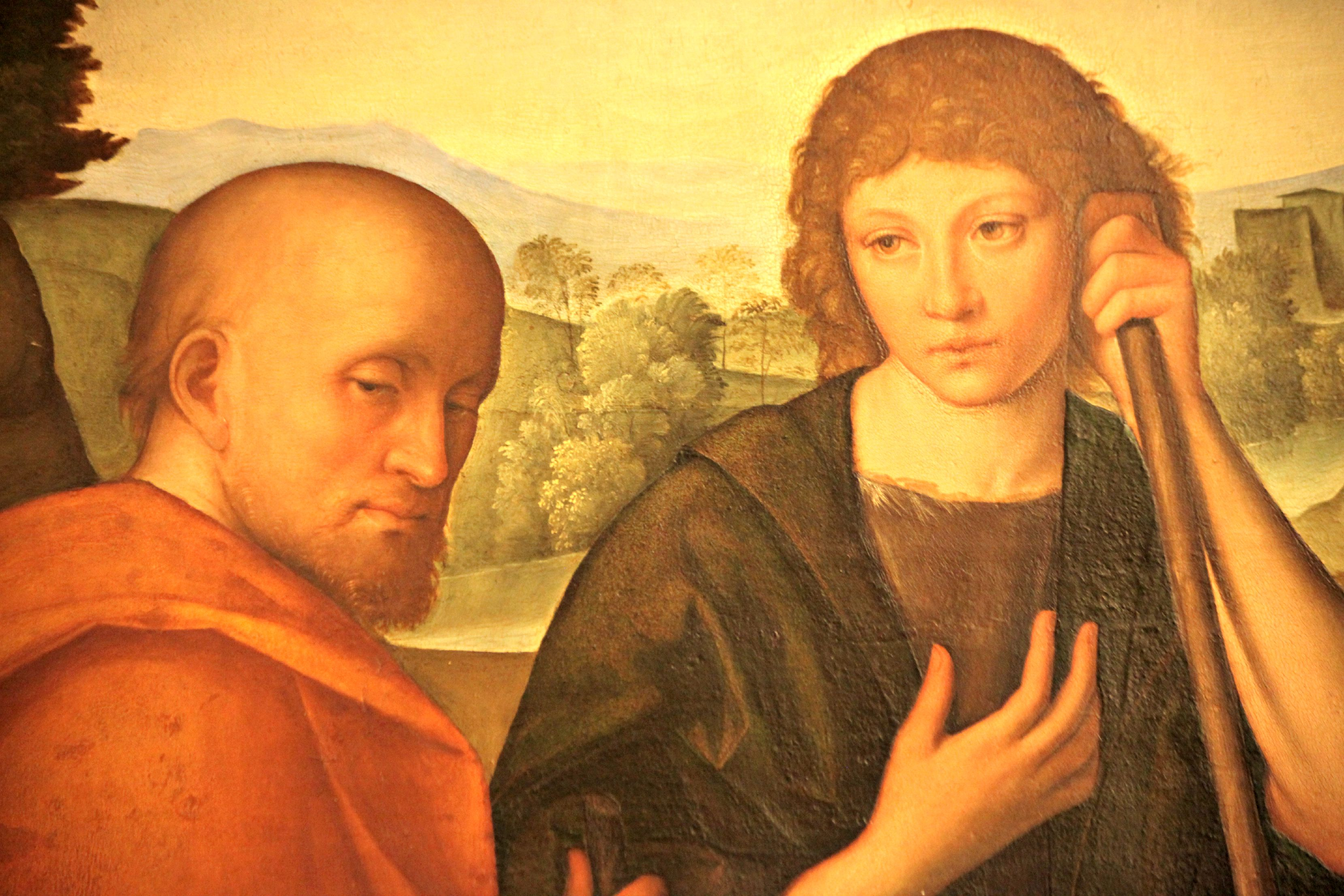
Boccaccio Boccaccino, Adorazione dei pastori
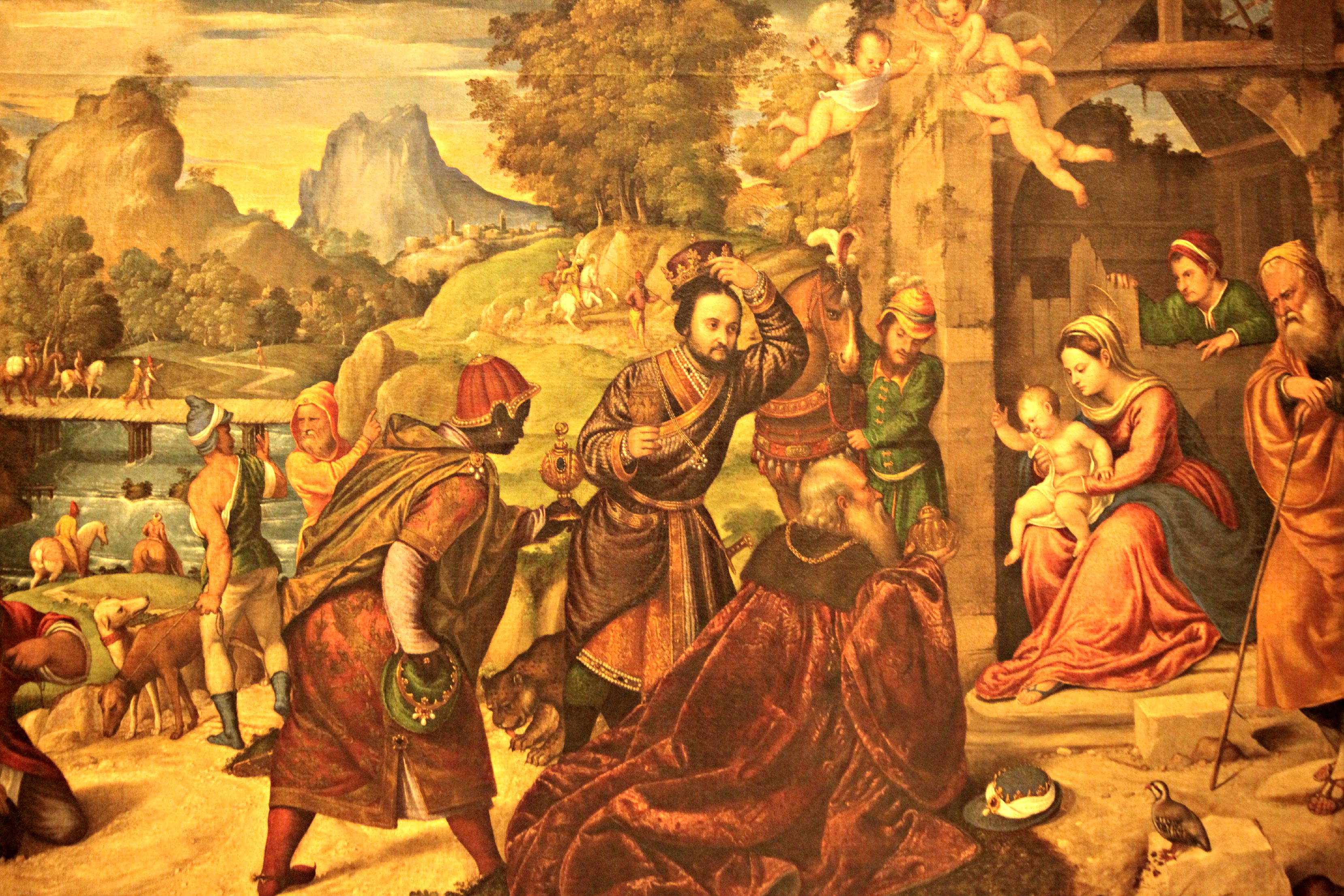
Polidoro da Lanciano, Adorazione dei Magi
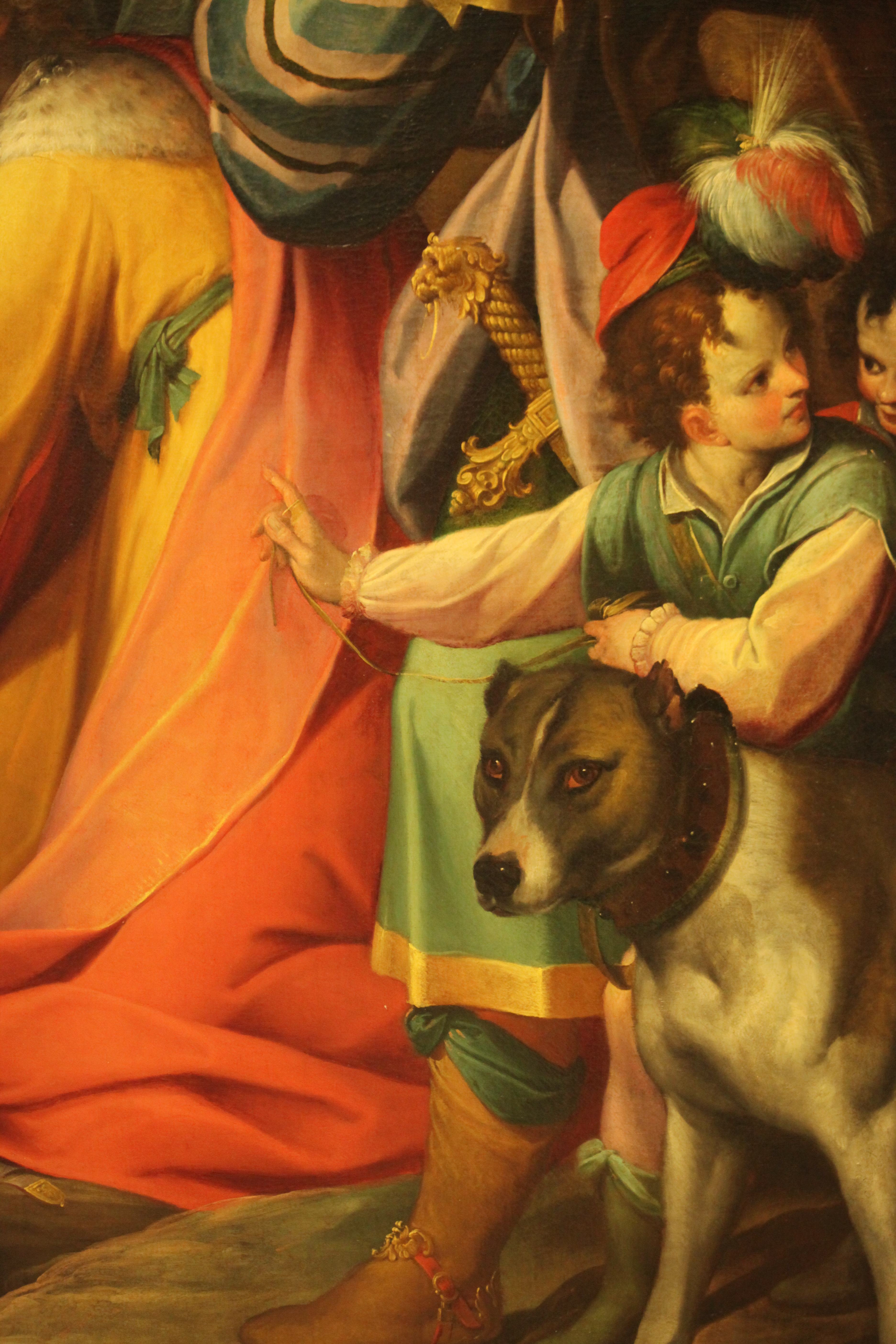
Camillo Procaccini, Adorazione dei Magi
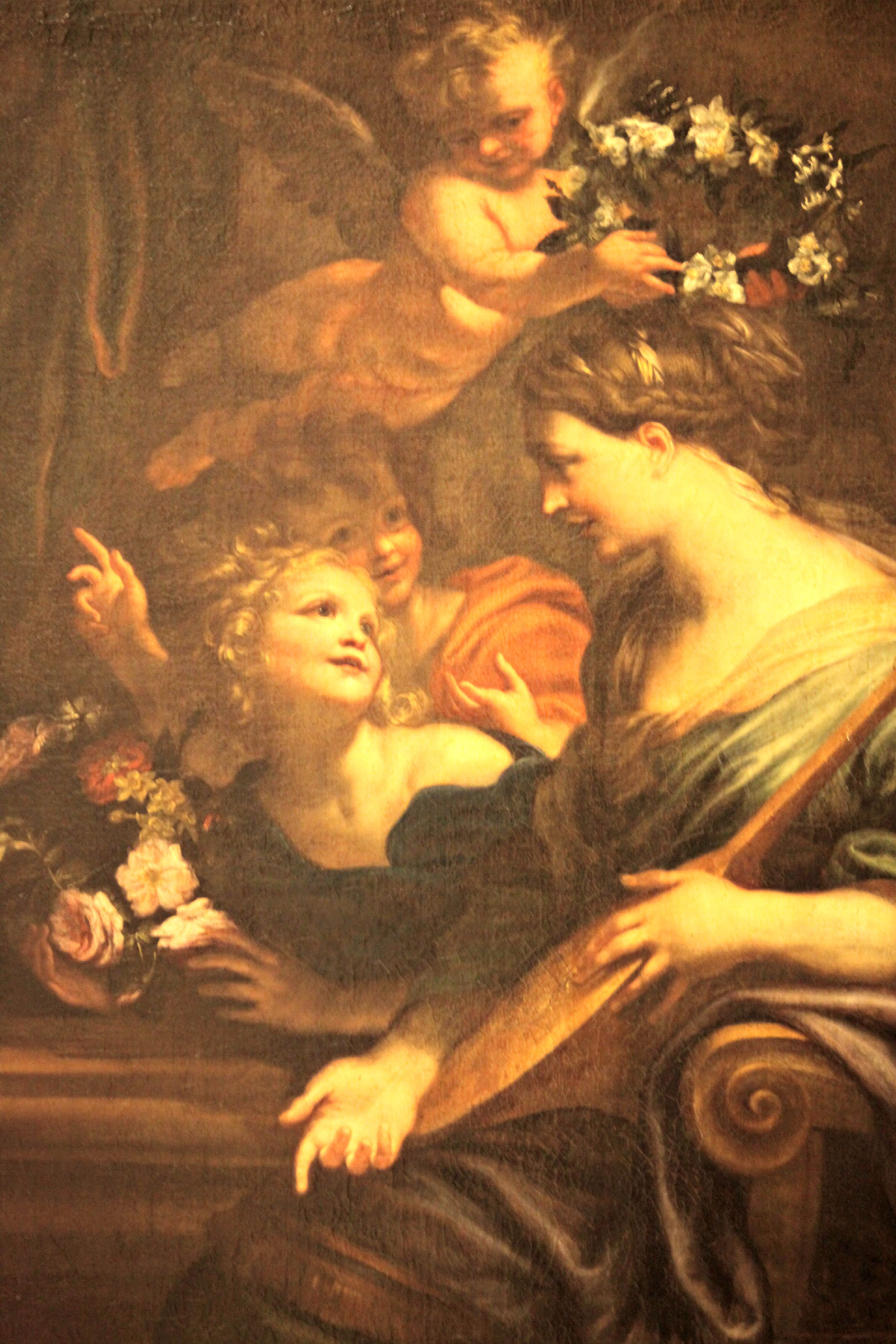
Domenico Piola, Allegoria della Musica
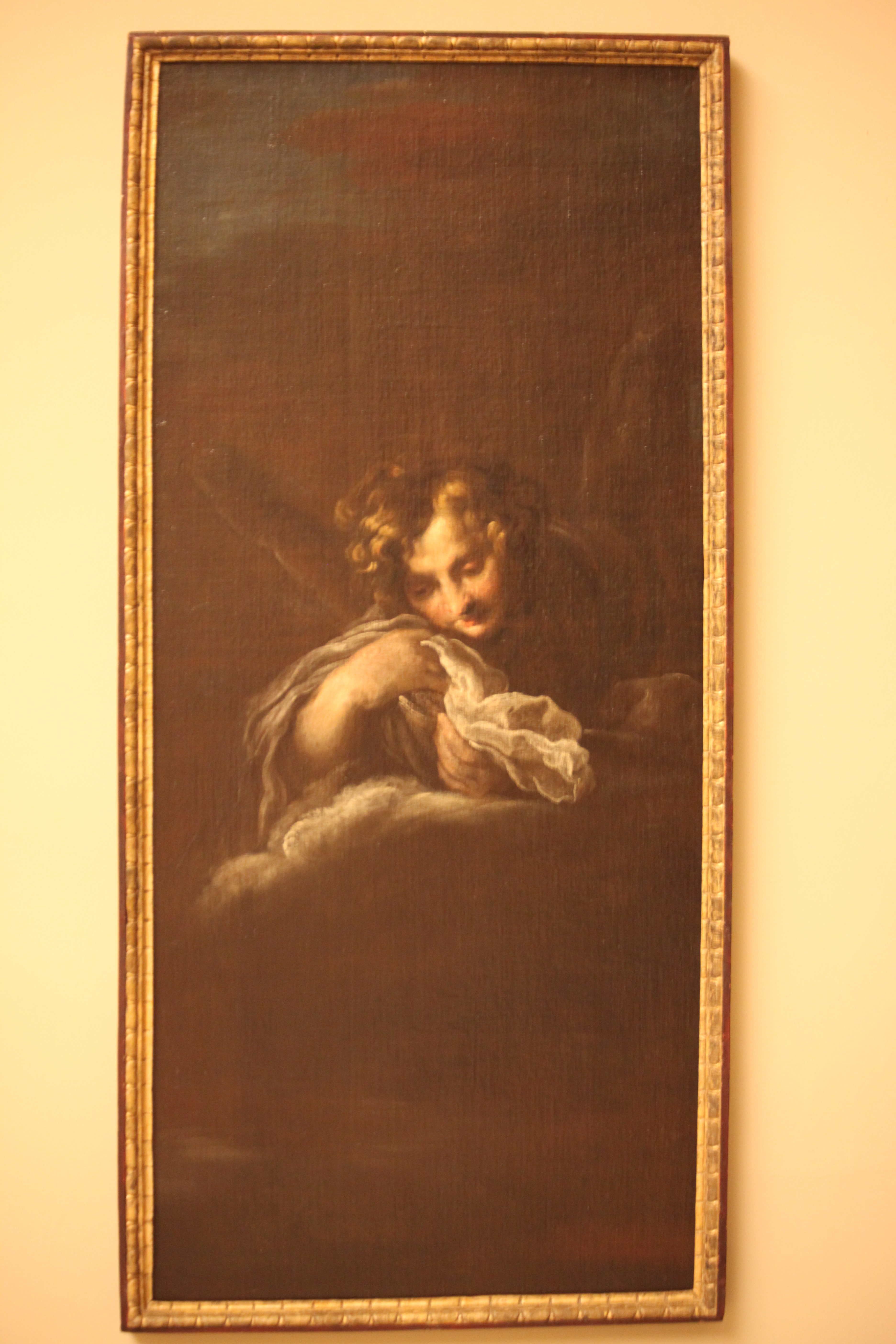
Domenico Fetti, Angelo su nuvole
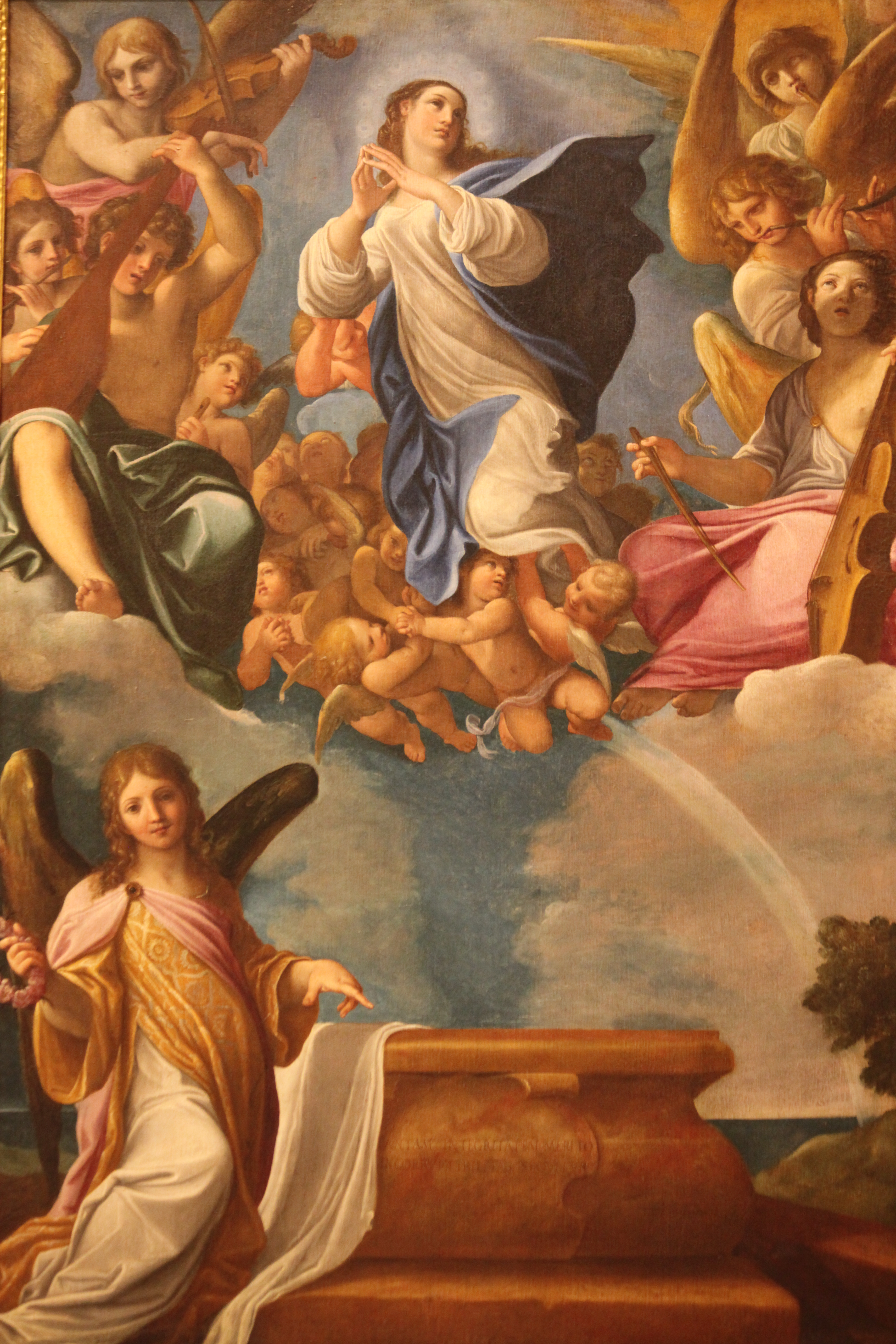
Ludovico Carracci, Assunzione della Vergine
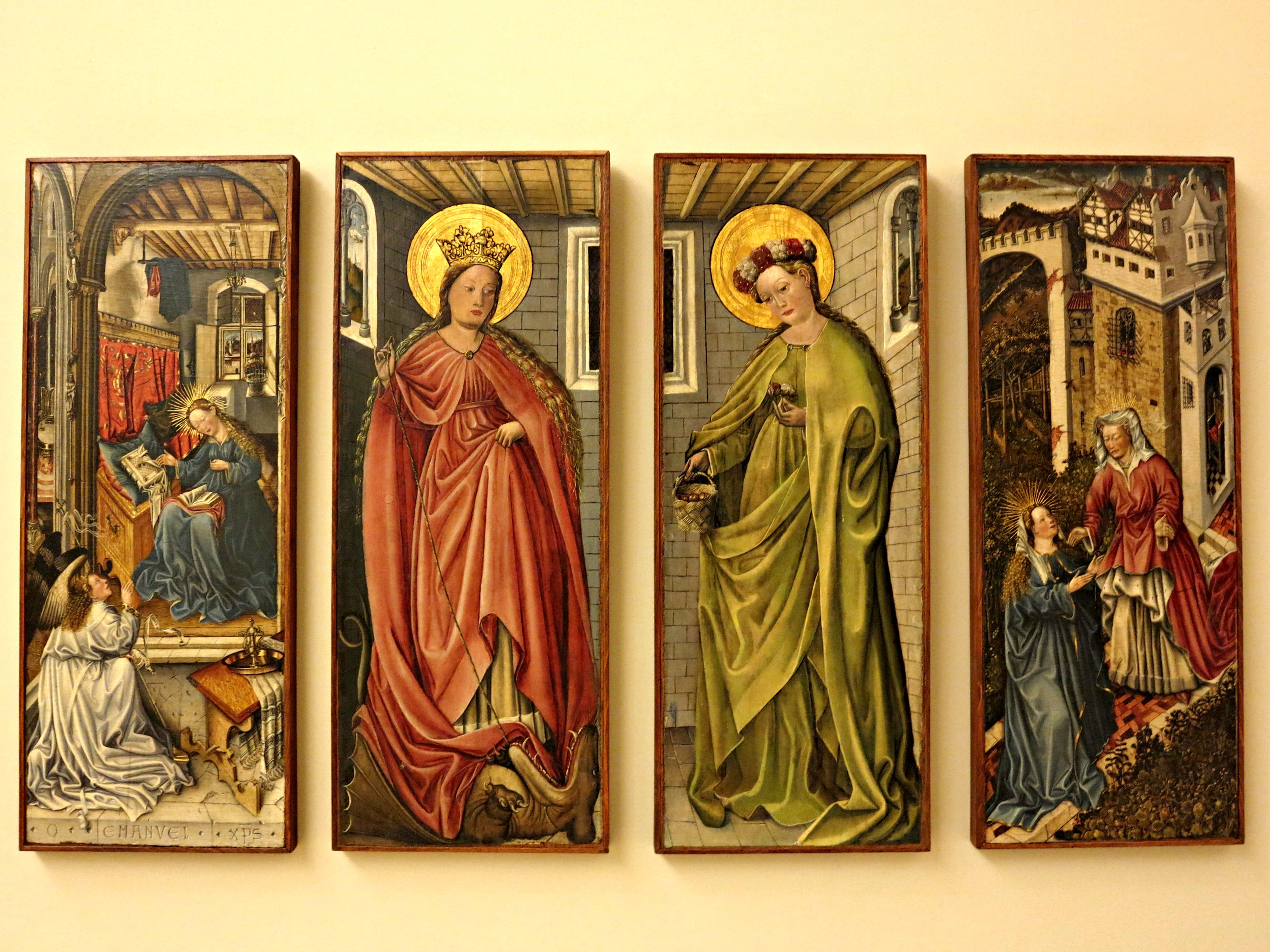
Annunciazione, sante e Visitazione di pittore della Germania meridionale
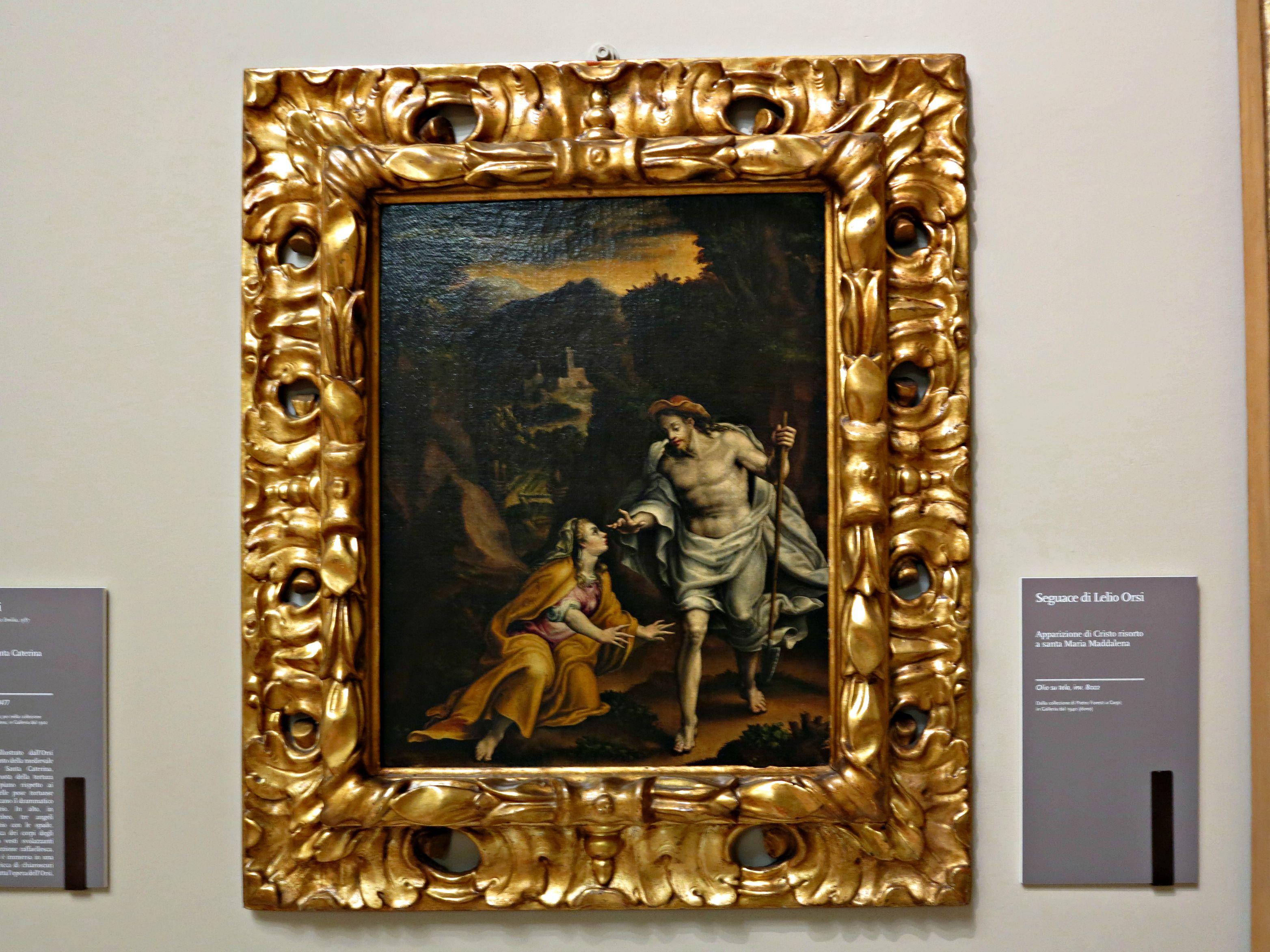
Seguace di Lelio Orsi, Apparizione di Cristo risorto a santa Maria Maddalena
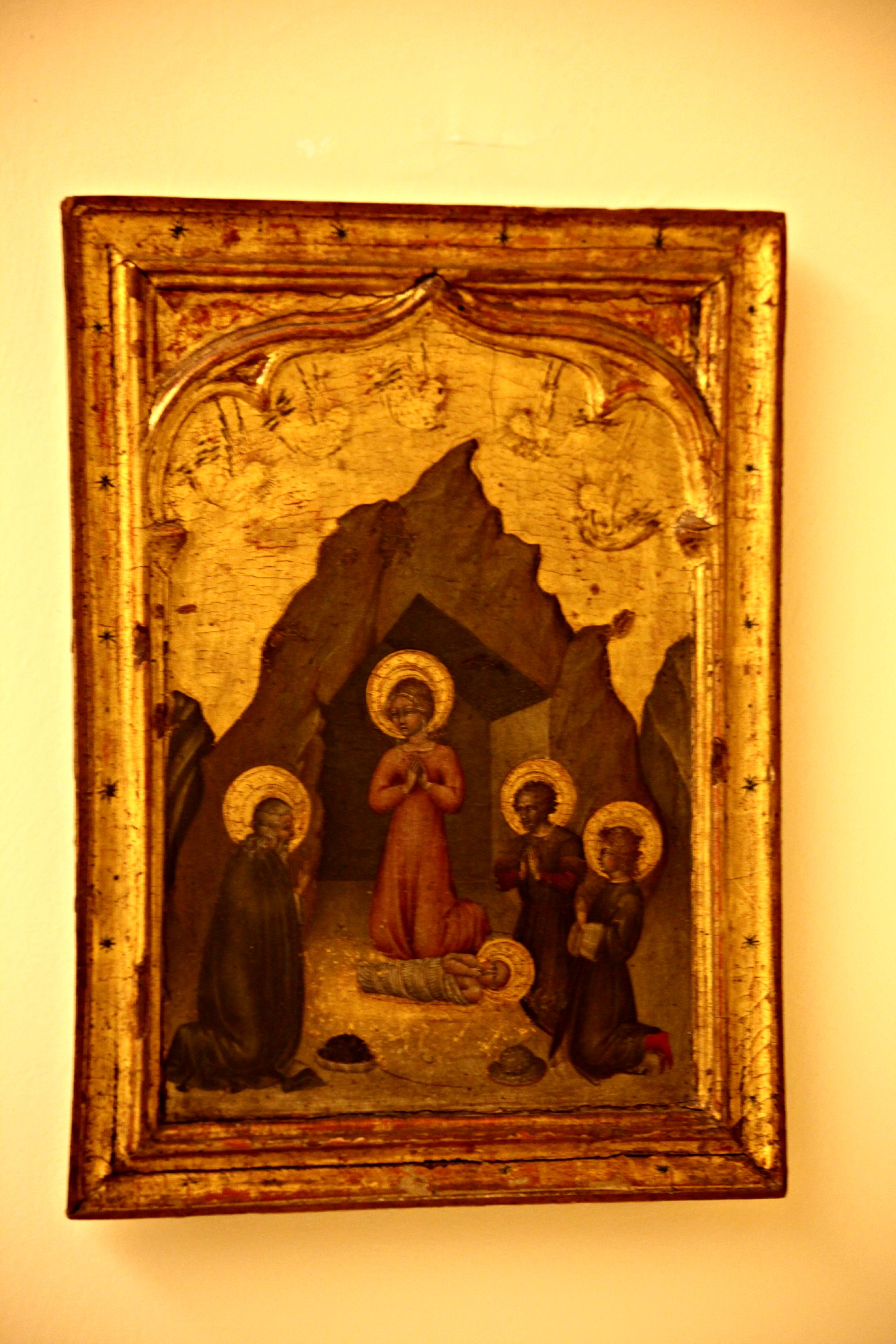
Giovanni di Paolo, Adorazione del Bambino
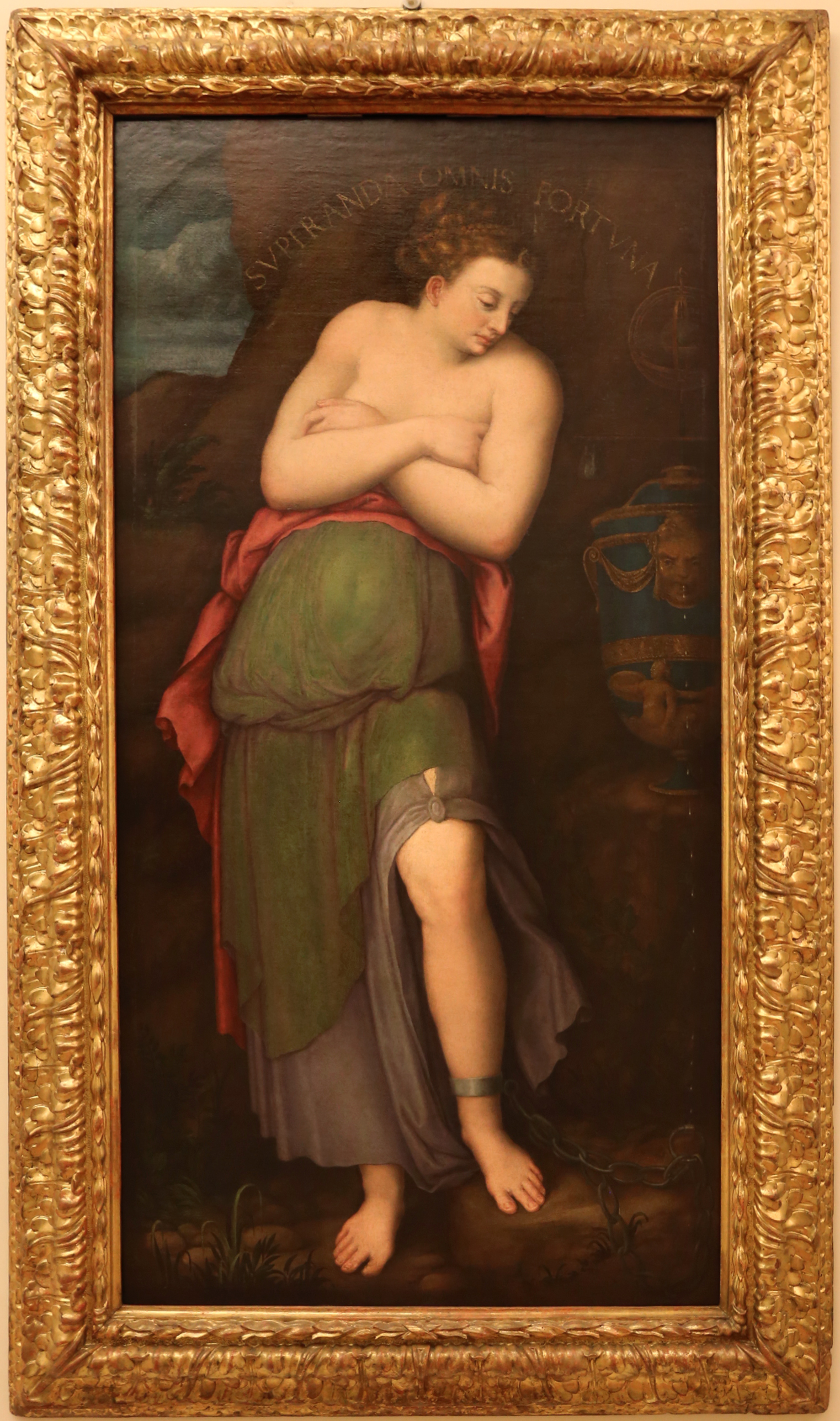
Camillo Filippi e Bastianino, Allegoria della Pazienza